# 劉述 (宋朝)
劉述，字孝叔，一作叔孝，湖州（今浙江省湖州市）人，北宋政治人物。
宋仁宗景祐元年进士。担任御史台主簿，历任知温州、知耀州、知真州，改任都官员外郎、荆湖南北转运使、京西路转运使、刑部郎中。宋神宗即位，为吏部郎中、侍御史知杂事。王安石为参知政事，行新法，诏专令御史中丞举御史。劉述率御史刘琦等上疏，极论其不可，称改立新法，危害天下。王安石先贬刘琦，劉述兼判刑部，与王安石争谋杀刑名，劉述弹劾王安石奸诈专权，应早罢逐。宋神宗让刘述出知江州，一年后提举崇禧观。七十二岁时去世，宋高宗绍兴初年，赠秘阁修撰。